# Contrat de projet professionnel
Le contrat de projet professionnel est, en Belgique, un contrat signé entre une personne en recherche d'emploi, indemnisé ou en période d'attente, qui s'inscrit ou se réinscrit dans l'année et l'agence bruxelloise pour l'emploi Actiris. Créé en 2004, il est obligatoire à partir de 2010 et doit constituer un atout pour tout demandeur d'emploi qui souhaite « démontrer les diverses actions qu’il entreprend pour dynamiser sa recherche d’emploi ». 

## Historique
Le contrat de projet professionnel est mis en place en 2004, initialement proposé aux nouveaux demandeurs d'emploi et aux chômeurs de moins de 30 ans. Le public est progressivement élargi, pour inclure les trentenaires à partir de 2005, les quarantenaires à partir de 2006 et l'ensemble des demandeurs d'emploi l'année suivante.
Le contrat de projet professionnel est rendu obligatoire en 2010. L'application de cette mesure se fait progressivement durant les mois qui suivent, en fonction des classes d'âge, selon Emir Kir, ministre de la Formation professionnelle.

## Principe du contrat
Le contrat est signé, d'un commun accord, entre le demandeur d'emploi et le conseiller Actiris (anciennement Office régional bruxellois de l'emploi). Chacun s'y engage à assumer ses responsabilités et à collaborer activement à la réalisation du projet professionnel. Le conseiller Actiris devient « coach » et soutient le demandeur d'emploi dans la réalisation de son projet. Des entretiens de suivi sont prévus et permettent d'examiner si le plan d'action se déroule correctement ou si des réajustements sont nécessaires pour le suivi de la recherche d'emploi.